# 桥林街道
桥林街道是中华人民共和国江苏省南京市浦口区下辖的一个街道办事处。
2012年7月30日，江苏省人民政府批复同意将乌江镇与桥林街道办事处合并，设立新的桥林街道办事处。街道办事处驻明因路1号。

## 行政区划
桥林街道下辖以下村级行政区划单位：
石碛社区、明因寺社区、福音社区、兰花塘社区、百合社区、双垅社区、滨江社区、西山社区、高汤社区、刘公社区、七联村、勤丰村、双庙村、高汤村、刘公村、乌江桥北社区、林蒲社区、周营村、双营村、五一村、南一村、林山村、林东村、河南村和茶棚村。